# Bahnstrecke Ruda Kochłowice–Ruda Orzegów
| Streckennummer: | 187                  |                                                              |                                                              |
| Streckenlänge: | 8,938 km             |                                                              |                                                              |
| Spurweite: | 1435 mm (Normalspur) |                                                              |                                                              |
| |                      |                                                              |                                                              |
| \| \| \| von Katowice Ligota (Idaweiche) \| \| \| \| \| von Chorzów Batory (Bismarckhütte) \| \| \| \| \| vom Kohlenbergwerk Nowy Wirek \| \| \| \| 0,000 \| Ruda Kochłowice (Kochlowitz) \| 277 m \| \| \| \| nach Gliwice (Gleiwitz) \| \| \| \| 1,880 \| Ruda Nowy Wirek (ab 1960) \| 282 m \| \| \| \| Oberschlesische Sandbahn (1953–2005) \| \| \| \| \| Sandbahn \| \| \| \| 4,267 \| Ruda Czarny Las (Schwarzwald) \| 291 m \| \| \| 1,235 \| Ruda Wirek Nowowiejski (1875–1982) \| Ruda Wirek Nowowiejski (1875–1982) \| \| \| 5,233 \| Ruda Nowy Bytom (Friedenshütte Hp. (Schulstraße)) \| 307 m \| \| \| \| von der Friedensgrube und Friedenshütte \| \| \| \| 5,323 \| Ruda Wschodnia (Friedenshütte) \| 308 m \| \| \| \| Oberschlesische Schmalspurbahn \| \| \| \| \| nach und von Gliwice (Gleiwitz) \| \| \| \| \| Oberschlesische Sandbahn (1953–2004) \| \| \| \| \| Anschluss \| \| \| \| 7,500 \| Ruda Chebzie (Morgenroth [Stsbf]) \| 295 m \| \| \| \| Chorzów Batory–Gliwice (Bismarckhütte–Gleiwitz) \| \| \| \| \| Anschluss und mit Spitzkehre zur Strecke nach Chorzów Batory \| \| \| \| \| von Ruda Chebzie (Morgenroth) \| \| \| \| 8,938 \| Abzweig Ruda Orzegów (Orzegow) \| 278 m \| \| \| \| nach Zabrze Biskupice (Borsigwerk) \| \| |                      |                                                              |                                                              |
| Strecke |                      | von Katowice Ligota (Idaweiche)                              | von Katowice Ligota (Idaweiche)                              |
| Abzweig geradeaus, nach rechts und von rechts |                      | von Chorzów Batory (Bismarckhütte)                           | von Chorzów Batory (Bismarckhütte)                           |
| Abzweig geradeaus und ehemals von rechts |                      | vom Kohlenbergwerk Nowy Wirek                                | vom Kohlenbergwerk Nowy Wirek                                |
| Dienststation / Betriebs- oder Güterbahnhof | 0,000                | Ruda Kochłowice (Kochlowitz)                                 | 277 m                                                        |
| Abzweig ehemals geradeaus und nach links |                      | nach Gliwice (Gleiwitz)                                      | nach Gliwice (Gleiwitz)                                      |
| Haltepunkt / Haltestelle (Strecke außer Betrieb) | 1,880                | Ruda Nowy Wirek (ab 1960)                                    | 282 m                                                        |
| Kreuzung geradeaus unten (Strecken außer Betrieb) |                      | Oberschlesische Sandbahn (1953–2005)                         | Oberschlesische Sandbahn (1953–2005)                         |
| Kreuzung geradeaus oben (Strecken außer Betrieb) |                      | Sandbahn                                                     | Sandbahn                                                     |
| Betriebs-/Güterbahnhof Strecke bis hier außer Betrieb | 4,267                | Ruda Czarny Las (Schwarzwald)                                | 291 m                                                        |
| Strecke · Betriebs-/Güterbahnhof Streckenanfang (Strecke außer Betrieb) | 1,235                | Ruda Wirek Nowowiejski (1875–1982)                           | Ruda Wirek Nowowiejski (1875–1982)                           |
| ehemaliger Haltepunkt / Haltestelle · Strecke (außer Betrieb) | 5,233                | Ruda Nowy Bytom (Friedenshütte Hp. (Schulstraße))            | 307 m                                                        |
| Abzweig geradeaus, von rechts und ehemals von links · Strecke nach rechts (außer Betrieb) |                      | von der Friedensgrube und Friedenshütte                      | von der Friedensgrube und Friedenshütte                      |
| ehemaliger Bahnhof | 5,323                | Ruda Wschodnia (Friedenshütte)                               | 308 m                                                        |
| Kreuzung geradeaus oben (Querstrecke außer Betrieb) |                      | Oberschlesische Schmalspurbahn                               | Oberschlesische Schmalspurbahn                               |
| Abzweig geradeaus, ehemals nach links und ehemals von links |                      | nach und von Gliwice (Gleiwitz)                              | nach und von Gliwice (Gleiwitz)                              |
| Kreuzung geradeaus oben (Querstrecke außer Betrieb) |                      | Oberschlesische Sandbahn (1953–2004)                         | Oberschlesische Sandbahn (1953–2004)                         |
| Abzweig geradeaus und ehemals nach links |                      | Anschluss                                                    | Anschluss                                                    |
| Dienststation / Betriebs- oder Güterbahnhof | 7,500                | Ruda Chebzie (Morgenroth [Stsbf])                            | 295 m                                                        |
| Kreuzung geradeaus oben |                      | Chorzów Batory–Gliwice (Bismarckhütte–Gleiwitz)              | Chorzów Batory–Gliwice (Bismarckhütte–Gleiwitz)              |
| Abzweig geradeaus und nach rechts |                      | Anschluss und mit Spitzkehre zur Strecke nach Chorzów Batory | Anschluss und mit Spitzkehre zur Strecke nach Chorzów Batory |
| Abzweig geradeaus und von links |                      | von Ruda Chebzie (Morgenroth)                                | von Ruda Chebzie (Morgenroth)                                |
| Blockstelle | 8,938                | Abzweig Ruda Orzegów (Orzegow)                               | 278 m                                                        |
| Strecke |                      | nach Zabrze Biskupice (Borsigwerk)                           | nach Zabrze Biskupice (Borsigwerk)                           |

Die Bahnstrecke Ruda Kochłowice–Ruda Orzegów (Kochlowitz–Orzegow) ist eine nicht mehr vom Personenverkehr bediente und teilweise stillgelegte eingleisige und nicht elektrifizierte Eisenbahnstrecke in der polnischen Woiwodschaft Schlesien.

## Verlauf und Zustand
Die Strecke begann im an der Bahnstrecke Katowice Ligota–Gliwice gelegenen Bahnhof Ruda Kochłowice (Kochlowitz), der auch Endpunkt der Strecke aus Chorzów Batory ist. Sie verlief zunächst nordwärts, dann westwärts zum Bahnhof Ruda Czarny Las (Schwarzwald; km 4,267), der bei der Friedensgrube gelegen ist und ab dem die Strecke noch betrieben wird, von hier verläuft sie nordwärts über den Bahnhof Ruda Wschodnia (Friedenshütte; km 5,323), den Beginn der ehemaligen Strecke nach Gliwice, überquert bei Ruda Chebzie (Morgenroth Staatsbahnhof/Morgenroth; km 7,500) die Bahnstrecke Katowice–Legnica und endet an der Abzweigstelle Ruda Orzegów (Orzegow; km 8,938e) an der Bahnstrecke Ruda Chebzie–Zabrze Biskupice.
Die Strecke ist eingleisig, nicht elektrifiziert und darf ab dem Kilometerpunkt 3,597 von Zügen aller Art mit dreißig Kilometern pro Stunde befahren werden.

## Geschichte
Als erster Abschnitt der heutigen Strecke Nr. 187 wurde am 8. November 1855 der von Morgenroth bis Friedenshütte mit Fortsetzung nach Gleiwitz von der Oberschlesischen Eisenbahn (OSE) eröffnet, am 15. September 1859 folgte der Abschnitt von Morgenroth nach Orzegow mit Fortsetzung nach Beuthen. Der Abschnitt von Kochlowitz nach Friedenshütte wurde am 2. Januar 1906 von den Preußischen Staatseisenbahnen, deren Teil die Oberschlesische Eisenbahn geworden war, in Betrieb genommen.
Mit der Teilung Oberschlesiens entlang der sogenannten Sforza-Linie 1921 infolge des Ersten Weltkriegs, des Versailler Vertrages und der Volksabstimmung in Oberschlesien verlief die Strecke nun in der wiedergegründeten Zweiten Polnischen Republik und gelangte zu den Polnischen Staatseisenbahnen. Nach der Besetzung Polens im Zweiten Weltkrieg wurde die Strecke Teil der Deutschen Reichsbahn, nach Kriegsende wieder Teil der Polnischen Staatseisenbahnen. 
Zwischen Chebzie (Morgenroth, heute Bahnhof Ruda Chebzie) und Ruda Orzegów (Orzegow) wurde der Personenverkehr zum 1. Oktober 1966 eingestellt, zwischen Ruda Kochłowice (Kochlowitz) und Ruda Chebzie am 1. November 1980, zwischen Ruda Kochłowice und Ruda Czarny Las (Schwarzwald) wurde die Strecke zum 28. November 2000 stillgelegt.